# Vortice d'avviamento
Il vortice d'avviamento è un vortice che si forma in corrispondenza del bordo di uscita di un profilo alare negli istanti iniziali del moto.
La sua origine è dovuta a un valore elevato del gradiente di velocità in corrispondenza del bordo di uscita del profilo, determinato dall'iniziale aggiramento del bordo da parte delle linee di corrente. L'elevato gradiente di velocità determina infatti una zona ad alta vorticità in uscita dal profilo, dunque nei primi istanti del moto del corpo si ha un rilascio di vorticità che si traduce nella formazione di una sottile scia vorticosa che, distaccandosi, inizia ad arrotolarsi su se stessa. Dopo un breve lasso di tempo le linee di corrente del flusso attorno al corpo non riescono più ad aggirare il bordo d'uscita a causa delle elevate tensioni viscose, accresciute in intensità dall'aumento di velocità del profilo, e si dispongono quindi parallelamente al bordo d'uscita. Questa configurazione delle linee di corrente permette un molto minore gradiente di velocità all'uscita dal corpo, di conseguenza gli effetti viscosi sono limitati al punto da non generare e rilasciare vorticità a valle del profilo. La vorticità generata in precedenza continua quindi a spostarsi verso valle ed a arrotolarsi su se stessa, dando vita al vortice di avviamento, che tenderà successivamente a dissiparsi a causa della viscosità.
In corrispondenza dell'arresto del corpo si avrà un processo analogo che determinerà la formazione di un altro vortice detto di arresto. Questo meccanismo di generazione e rilascio di vortici all'avviamento e arresto permette di spiegare la formazione di circolazione attorno al profilo alare: per il Teorema di Kelvin sui moti irrotazionali si può affermare che, nelle ipotesi di validità del teorema (fluido non viscoso, forze di massa conservative e densità costante), il moto di un fluido inizialmente irrotazionale si manterrà tale nel tempo. Di conseguenza la circolazione di un profilo inizialmente in quiete, che è nulla all'avviamento, si manterrà tale durante tutto il moto. Per il Teorema di Kutta-Žukovskij è noto però che la portanza generata è proporzionale alla circolazione attorno ad un profilo. Lo sviluppo di tale circolazione nel rispetto del Teorema di Kelvin è possibile grazie al vortice di avviamento: nel momento in cui si forma tale vortice si avrà intorno al profilo lo sviluppo di un vortice aderente con vorticità uguale in intensità ma opposta in segno rispetto a quella del vortice d'avviamento, in quanto il bilancio complessivo di circolazione nel dominio del flusso deve essere nullo per le considerazioni sui flussi irrotazionali fatte in precedenza. La circolazione associata al vortice aderente formatosi intorno al profilo è responsabile quindi della portanza generata.